# Forza d’Agrò
Forza d’Agrò ist ein Dorf in der Metropolitanstadt Messina in der Region Sizilien in Italien mit 847 Einwohnern (Stand 31. Dezember 2023).

## Lage und Daten
Forza d’Agrò liegt 43 km südlich von Messina. Die Einwohner arbeiten hauptsächlich in der Landwirtschaft.
Die Nachbargemeinden sind Casalvecchio Siculo, Gallodoro, Letojanni, Limina, Mongiuffi Melia, Sant’Alessio Siculo und Savoca.

## Geschichte
Die Gemeinde besteht seit dem Mittelalter. 

## Sehenswürdigkeiten
- Kirche Sant’Agostino, auch Triade genannt, aus dem 16. Jahrhundert
- Kirche San Francesco, im Stil des Barocks
- Pfarrkirche, der Heiligen Annunziata gewidmet, aus dem 17. Jahrhundert, im Inneren ein sehenswerter geschnitzter Chor aus dem 18. Jahrhundert und ein Kruzifix aus dem 14. Jahrhundert
- Ruinen eines normannischen Kastells

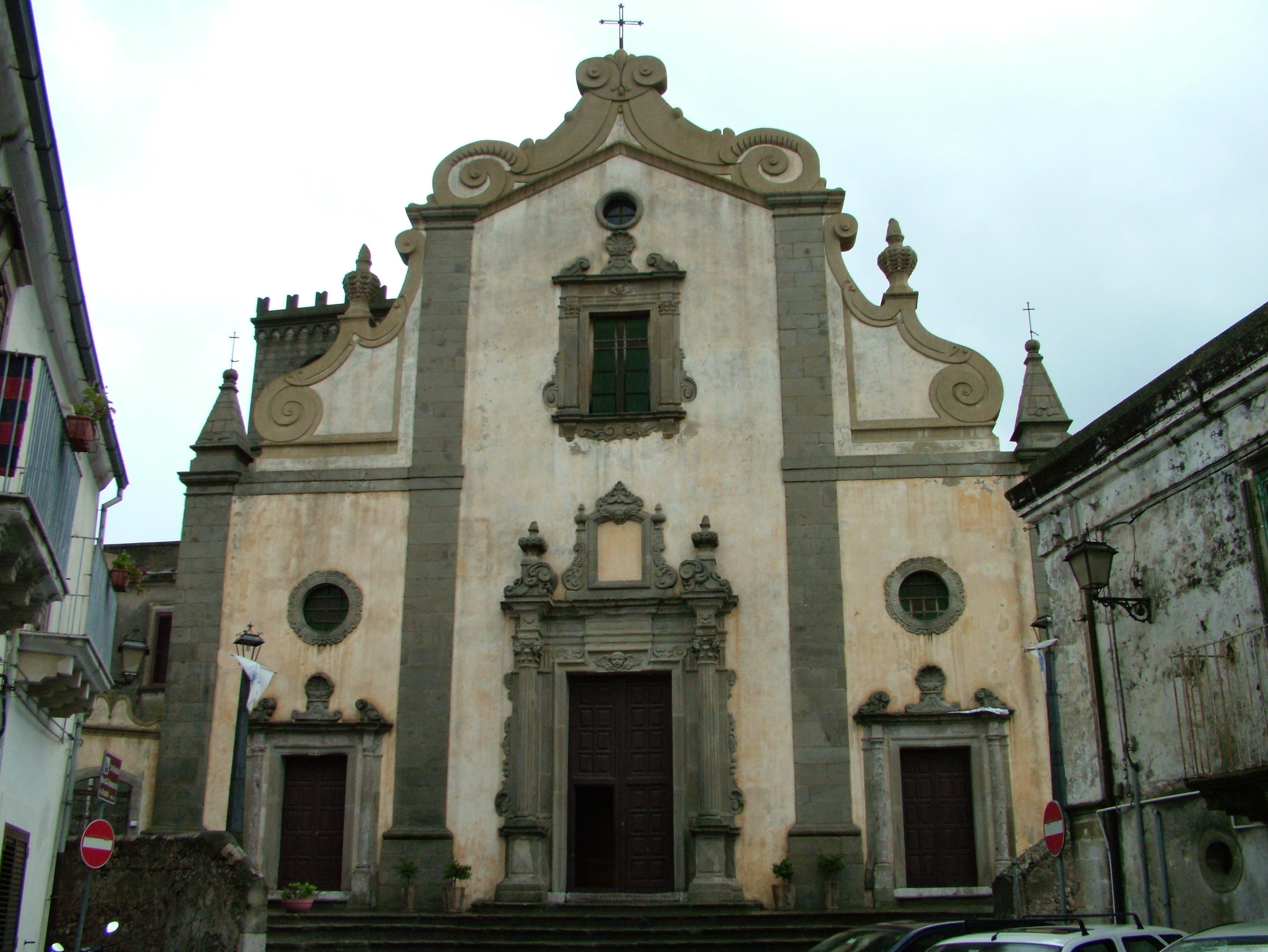
Pfarrkirche
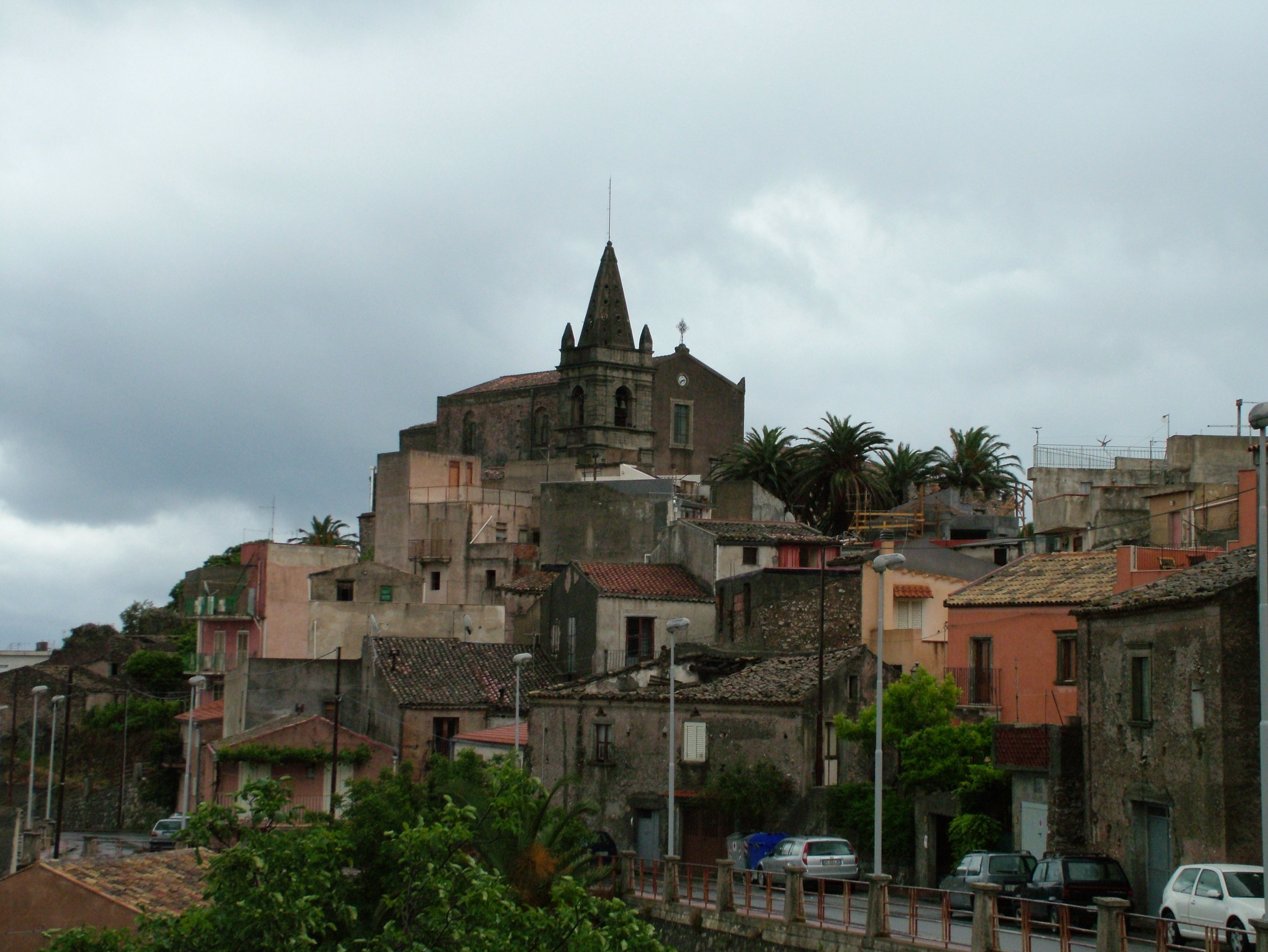
Triade
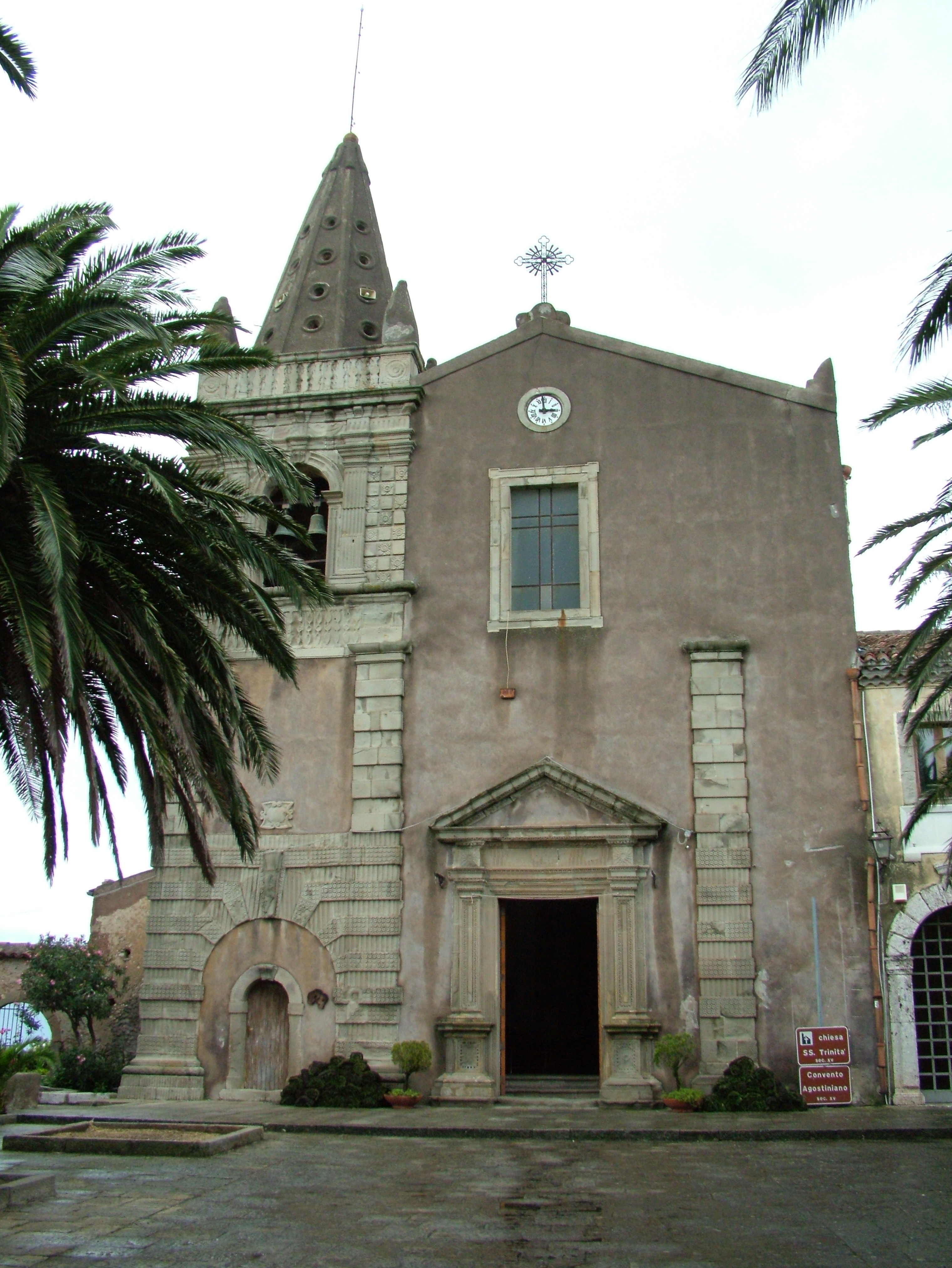
Das Portal der Triade

## Weiteres
Forza d’Agrò diente als Drehort für einige Szenen des Mafiafilms Der Pate (The Godfather, 1972) von Francis Ford Coppola mit Al Pacino und Marlon Brando, da der eigentlich dafür vorgesehene Drehort Corleone für die Dreharbeiten nicht geeignet war. Schon 1961 war Forza d’Agrò Drehort für den Film Jessica mit Angie Dickinson.